# كرايبتك ستوديوز
كرايبتك ستوديوز (بالإنجليزية: Cryptic Studios)‏ ، هي شركة أمريكية لتطوير ألعاب الفيديو المتخصصة للعبة الأدوار على الإنترنت واللعب الجماعي، أسست سنة 2000م في ولاية كاليفورنيا الأمريكية.